# 坝芒布依族乡
坝芒布依族乡是中华人民共和国贵州省黔东南苗族侗族自治州麻江县下辖的一个民族乡。

## 行政区划
坝芒布依族乡下辖以下村级行政区划单位：
坝河行政中心村、栗木村、水城行政中心村、开田村、乐坪村、瓮址村和猫头村。